# Aeroportul Žabljak
Aeroportul Žabljak (IATA: ZBK) este un aeroport din Žabljak, Comuna Žabljak, Muntenegru.
Situat la o altitudine de 1.296 m, aeroportul dispune de o singură pistă.